# 弗蘭克鎮區 (北卡羅萊納州埃弗里縣)
弗蘭克鎮區（英語：Frank Township）是位於美國北卡羅萊納州埃弗里縣的一個鎮區。

## 地方資料
弗蘭克鎮區的面積為6.73平方千米，皆為陸地。根據2020年美國人口普查的數據，當地共有人口286人，而人口密度為每平方千米42.5人。